# JESUS (漫畫)
《JESUS》系列漫畫是由七月鏡一原作、藤原芳秀作畫的日本漫畫作品。於《週刊少年Sunday》1992年43号到1995年20号期間進行連載。單行本全13卷。續篇於小學館手機漫畫網站「Moba MAN」2009年2月20日開始連載，至2012年連載結束。單行本全14卷。兩部話數皆以「Lesson.○」來表示。

## 故事簡介
JESUS 復活殺手
從犯罪組織「24」手中強奪到一噸海洛因，打算以此誘出某人的殺手JESUS，以容貌相似的病死青年藤沢真吾的屍體假死後，暫時以其身分過活。卻因藤沢的教師身分不得不前往新星高中任教。偽裝在黑板中的海洛因卻又陰錯陽差的被運往新星高中成為校內各教室用品。距離舊校舍拆除還有一年的時間，JESUS必須以藤沢真吾的教師身分一邊任教，一邊與為了利益而來的殺手級組織交戰…
JESUS 砂塵航路
傳說中的殺手JESUS在摧毀過去日本的神秘組織「24」之後，在中東的小國家作為教師。為了摧毀人體器官秘密移植組織與拯救被抓走的學生，在世界各地不斷輾轉著。在「24」毀滅10年後的現在，JESUS以藤沢真吾的身分出現在藍東學園中任教。與此同時藍東學園的學生綾木日奈自稱「女皇」，過去曾經被毀滅的組織「24」似乎又開始悄悄活動了…

## 登場人物
JESUS/藤沢 真吾（ジーザス/ふじさわ しんご）
本作主角，地下世界如同傳說一般的殺手。外表年齡27歲，多以風衣造型出場。目前暫時以藤沢真吾的教師身分於新星高中任教。由於以前沒有平靜生活的經驗，對於和平的日常生活感到非常不適應。常為不經意露出的殺手習性困擾，一邊保護新星高中黑板中的海洛因一邊與前來襲擊的組織與刺客對戰。
從槍械、爆炸物的使用到小刀、格鬥術、藥物學等等殺人知識一概精通。也擅長天文、解剖、生物等輔助應用在殺人上的知識。愛槍是柯爾特蟒蛇左輪手槍。
故事中每當JESUS把敵人逼入絕境，沒有退路的敵人必定會呼喊「JESUS!!」。此時的JESUS就會回答:「那就是我的名字沒錯！」緊接著伴隨一聲槍響解決敵人後:「下了地獄也別忘記了。」成為JESUS的名台詞。
性格沉著冷靜，在戰鬥時冷酷無情，但也相當看重身為戰士的尊嚴。身上布滿無數傷痕，其中背上有一巨大的傾斜十字架疤痕。左臂上有過去所待過的傭兵部隊「沙漠之兔」的刺青，部隊毀滅後以傳說中的殺手知名於地下世界。從少年時代開始即是長髮後梳隨意綁起的造型，不過在成為藤沢真吾後剪去了長髮並帶起黑框眼鏡。
橿原（かしはら）
代稱「Old Geese」的日本第一情報屋。在新宿的雜居大樓屋頂經營酒吧「Next of Geese」。與JESUS少年時代即有認識，進行情報收集、武器籌備等等後援作業。

## 世界觀
與同樣是七月鏡一原作藤原芳秀作畫的闇之盾為相同世界觀。JESUS的故事時間點早於闇之盾故事數年。

## 出版書籍

### JESUS
單行本
| 卷數 | 小學館         | 小學館             | 青文出版社     | 青文出版社             |
| 卷數 | 發售日期       | ISBN               | 發售日期       | ISBN                   |
| ---- | -------------- | ------------------ | -------------- | ---------------------- |
| 1    | 1993年4月17日  | ISBN 4-09-123181-0 | 1995年7月15日  | ISBN 978-957-539-369-4 |
| 2    | 1993年6月18日  | ISBN 4-09-123182-9 | 1995年7月15日  | ISBN 978-957-539-370-0 |
| 3    | 1993年8月10日  | ISBN 4-09-123183-7 | 1995年8月26日  | ISBN 978-957-539-365-6 |
| 4    | 1993年11月18日 | ISBN 4-09-123184-5 | 1995年9月15日  | ISBN 978-957-539-376-2 |
| 5    | 1994年2月18日  | ISBN 4-09-123185-3 | 1995年11月8日  | ISBN 978-957-539-391-5 |
| 6    | 1994年4月18日  | ISBN 4-09-123186-1 | 1995年12月22日 | ISBN 978-957-539-410-3 |
| 7    | 1994年6月18日  | ISBN 4-09-123187-X | 1996年2月29日  | ISBN 978-957-539-420-2 |
| 8    | 1994年9月17日  | ISBN 4-09-123188-8 | 1996年4月17日  | ISBN 978-957-539-442-4 |
| 9    | 1994年12月10日 | ISBN 4-09-123189-6 | 1996年9月19日  | ISBN 978-957-539-443-1 |
| 10   | 1995年2月18日  | ISBN 4-09-123190-X | 1997年2月1日   | ISBN 978-957-539-453-0 |
| 11   | 1995年4月18日  | ISBN 4-09-123541-7 | 1997年2月15日  | ISBN 978-957-539-454-7 |
| 12   | 1995年6月17日  | ISBN 4-09-123542-5 | 1997年2月15日  | ISBN 978-957-539-593-3 |
| 13   | 1995年7月18日  | ISBN 4-09-123543-3 | 1997年6月1日   | ISBN 978-957-539-608-4 |

文庫版
| 卷數 | 小學館         | 小學館             |
| 卷數 | 發售日期       | ISBN               |
| ---- | -------------- | ------------------ |
| 1    | 2002年12月14日 | ISBN 4-09-193451-X |
| 2    | 2002年12月14日 | ISBN 4-09-193452-8 |
| 3    | 2003年2月15日  | ISBN 4-09-193453-6 |
| 4    | 2003年2月15日  | ISBN 4-09-193454-4 |
| 5    | 2003年4月15日  | ISBN 4-09-193455-2 |
| 6    | 2003年4月15日  | ISBN 4-09-193456-0 |
| 7    | 2003年6月13日  | ISBN 4-09-193457-9 |

### JESUS 砂塵航路
| 卷數 | 小學館         | 小學館                 | 青文出版社     | 青文出版社             |
| 卷數 | 發售日期       | ISBN                   | 發售日期       | ISBN / EAN             |
| ---- | -------------- | ---------------------- | -------------- | ---------------------- |
| 1    | 2009年9月30日  | ISBN 978-4-09-182713-5 | 2012年11月14日 | ISBN 978-986-310-449-0 |
| 2    | 2009年10月30日 | ISBN 978-4-09-182717-3 | 2013年3月10日  | ISBN 978-986-310-549-7 |
| 3    | 2009年11月30日 | ISBN 978-4-09-182723-4 | 2013年6月22日  | ISBN 978-986-310-636-4 |
| 4    | 2010年2月27日  | ISBN 978-4-09-182873-6 | 2013年12月11日 | ISBN 978-986-310-852-8 |
| 5    | 2010年6月25日  | ISBN 978-4-09-183249-8 | 2014年11月6日  | EAN 471-8016-01054-3   |
| 6    | 2010年9月30日  | ISBN 978-4-09-183454-6 | 停止出版       | 停止出版               |
| 7    | 2010年11月30日 | ISBN 978-4-09-183606-9 | 停止出版       | 停止出版               |
| 8    | 2011年4月28日  | ISBN 978-4-09-183775-2 | 停止出版       | 停止出版               |
| 9    | 2011年7月29日  | ISBN 978-4-09-183876-6 | 停止出版       | 停止出版               |
| 10   | 2011年10月28日 | ISBN 978-4-09-184100-1 | 停止出版       | 停止出版               |
| 11   | 2012年1月30日  | ISBN 978-4-09-184339-5 | 停止出版       | 停止出版               |
| 12   | 2012年4月27日  | ISBN 978-4-09-184538-2 | 停止出版       | 停止出版               |
| 13   | 2012年6月29日  | ISBN 978-4-09-184569-6 | 停止出版       | 停止出版               |
| 14   | 2012年7月30日  | ISBN 978-4-09-184573-3 | 停止出版       | 停止出版               |

## 合作
與同樣擁有相似世界觀的作品直至死亡將我們分開（原作：[高樹宙]]、作畫：DOUBLE-S）展開共同合作，雙方的主要角色皆會在各自的作品中登場。